# Mærsk L-Klasse (1980)
Die Schiffe der 1980 bis 1983 gebauten Mærsk L-Klasse war eine Klasse von Containerschiffen der dänischen Reederei A. P. Møller-Mærsk.

## Geschichte

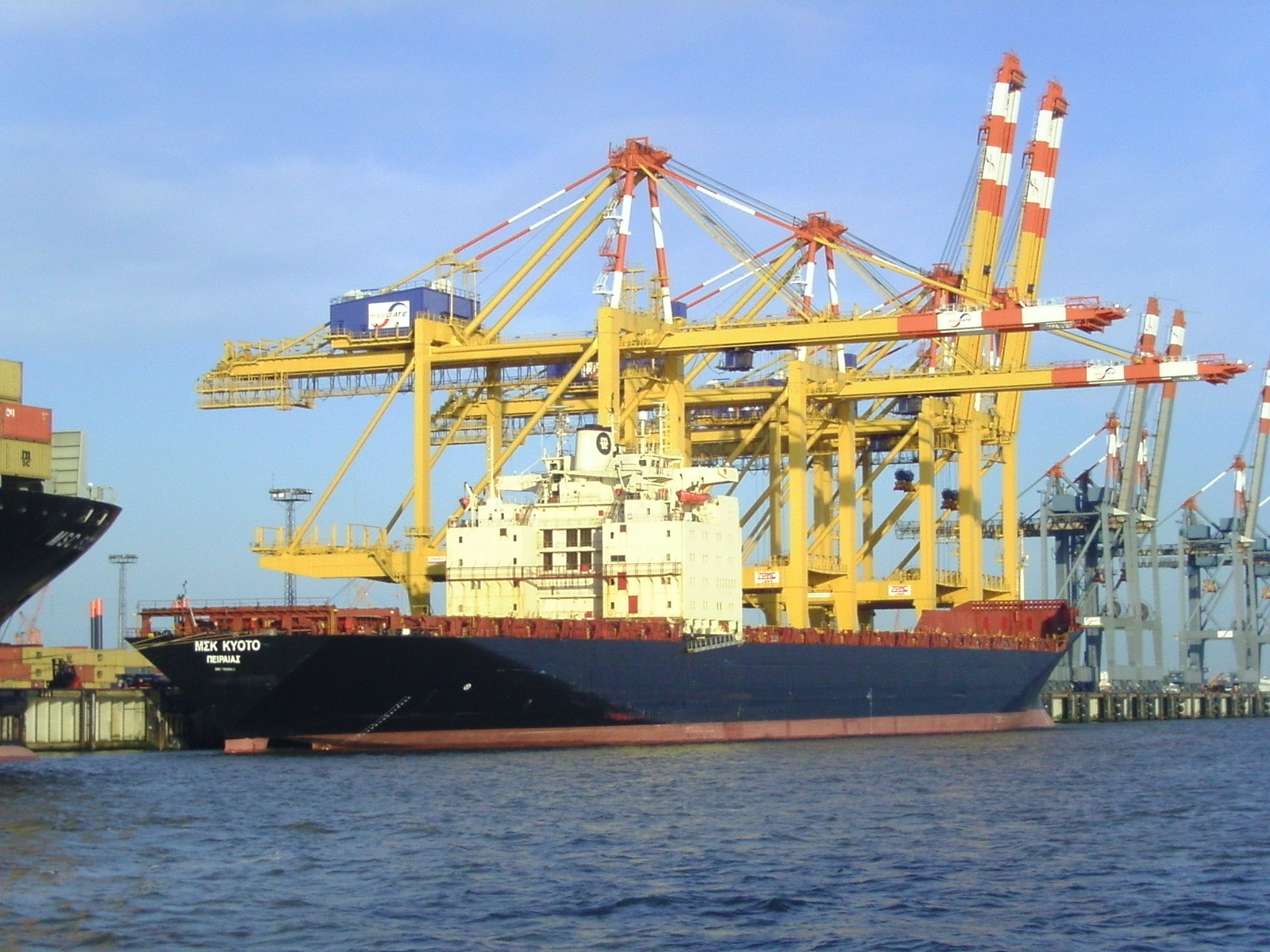
Heckansicht der MSC Kyoto

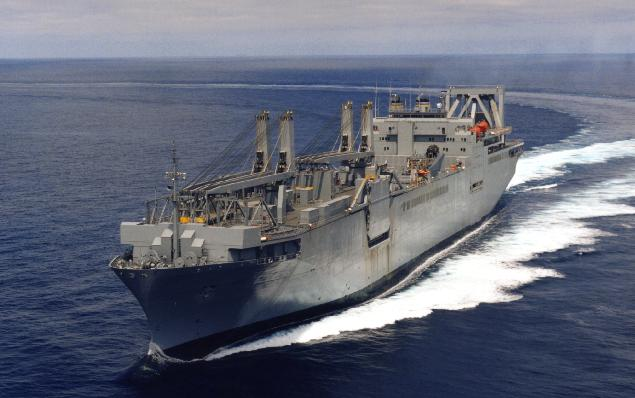
Die USNS Shughart

Die Baureihe wurde in den Jahren 1980 bis 1983 von der dänischen Odense Staalskibsværft gebaut und abgeliefert. Es waren die ersten Vollcontainerschiffe der Werft, deren Entwicklung sich in den bauähnlichen Schiffen der nachfolgenden Mærsk L-Klasse (1983) fortsetzte. Auftraggeber der Baureihe war die in Kopenhagen ansässige Reederei Maersk Line, als Eigner fungierte die A/S D/S Svendborg & Dampskibsselskabet af 1912 A/S. Die Reederei fasste die Schiffe der beiden L-Klassen innerhalb der Reedereiflotte zusammen.
Die L-Klasse-Schiffe zählten zu den Panamax-Containerschiffen und verfügten anfangs über eine Kapazität von 2052 TEU, wobei die beiden Einheiten Luna Mærsk und Regina Mærsk in einer eine geringfügig größeren Bauvariante ausgeführt waren. Nach einer Verlängerung Mitte der 1980er Jahre, in der die Schiffe der größeren Nachfolgeserie angeglichen wurden, erhöhte sich die Anzahl an Stellplätzen auf 3016 TEU. Die Schiffe verfügen über elf mit Cellguides ausgerüstete Laderäume. Sieben der mit Pontonlukendeckeln verschlossenen Laderäume befanden sich vor, vier hinter den dreiviertel achtern angeordneten Aufbauten. Aufgrund der Verlängerung im Mittelschiff nahm der Laderaumanteil vor den Aufbauten später zu.
Die verwendeten Zwölfzylinder-Hauptmotoren des Typs Burmeister & Wain 12L90GFCA zählten seinerzeit zu den leistungsfähigsten Zweitakt-Dieselmotoren auf dem Markt.
Drei der Schiffe, das Typschiff Laura Mærsk, die Leise Mærsk und die Lica Mærsk, wurden 1996/97 vom  Military Sealift Command (MSC) der United States Navy übernommen und zu Hilfsschiffen der Randall D. Shughart-Klasse umgebaut. Die restlichen Schiffe der Klasse wurden in der zweiten Hälfte der 1990er Jahre anderweitig veräußert, teils umbenannt in Rückcharter genommen und später von anderen Reedereien, wie der Mediterranean Shipping Company betrieben.

## Die Schiffe
| Mærsk L-Klasse               | Mærsk L-Klasse | Mærsk L-Klasse | Mærsk L-Klasse     | Mærsk L-Klasse |
| Bauname                      | Baunummer      | IMO-Nummer     | Ablieferung        | Spätere Namen und Verbleib |
| ---------------------------- | -------------- | -------------- | ------------------ | --- |
| Laura Mærsk                  | 83             | 7825394        | 9. Juli 1980       | 1996 USNS Shughart (T-AKR-295), im März 2023 aus dem Marineregister gestrichen |
| Leise Mærsk                  | 84             | 7825409        | 19. September 1980 | 1996 USNS Yano (T-AKR-297), im März 2023 aus dem Marineregister gestrichen |
| Lexa Mærsk                   | 85             | 7825411        | 16. Januar 1981    | 1997 Maersk Tokyo, 2007 MSC Kyoto, ab 16. Juli 2014 bei Bansal International in Alang verschrottet                                                                                        |
| Lica Mærsk                   | 86             | 7825423        | 20. März 1981      | 1997 USNS Soderman (T-AKR-299), 2000 USNS GySgt. Fred W. Stockham (T-AK-3017), so in Fahrt                                                                                                |
| Leda Mærsk                   | 87             | 7909413        | 20. November 1981  | 1998 Maersk Toba, 2007 MSC Toba, ab 1. Mai 2010 in Alang verschrottet |
| Luna Mærsk                   | 88             | 7909425        | 22. Januar 1982    | 1991 Newport Bay, 1992 Luna Mærsk, 1996 Maersk Tacoma, 2002 Safmarine Limpopo, 2002 Maersk Tacoma, 2006 Emirates Wats, 2008 Mandship Tacoma, 2009 Tacoma, ab 26. Februar 2009 abgebrochen |
| Regina Mærsk                 | 99             | 8300119        | 10. Juli 1983      | 1995 Leise Mærsk, 1999 Maersk Trieste, 2006 Trieste, ab 10. November 2009 in Xinhui verschrottet                                                                                          |
| Daten: Equasis, grosstonnage |                |                |                    | |